# Whitesand Lake (Hewitson River)
Whitesand Lake är en sjö i Kanada.   Den ligger i Thunder Bay District och provinsen Ontario, i den sydöstra delen av landet, 900 km väster om huvudstaden Ottawa. Whitesand Lake ligger 318 meter över havet. Den ligger vid sjön Lyne Lake.